# Schmollerstraße 22 und 24 (Heilbronn)

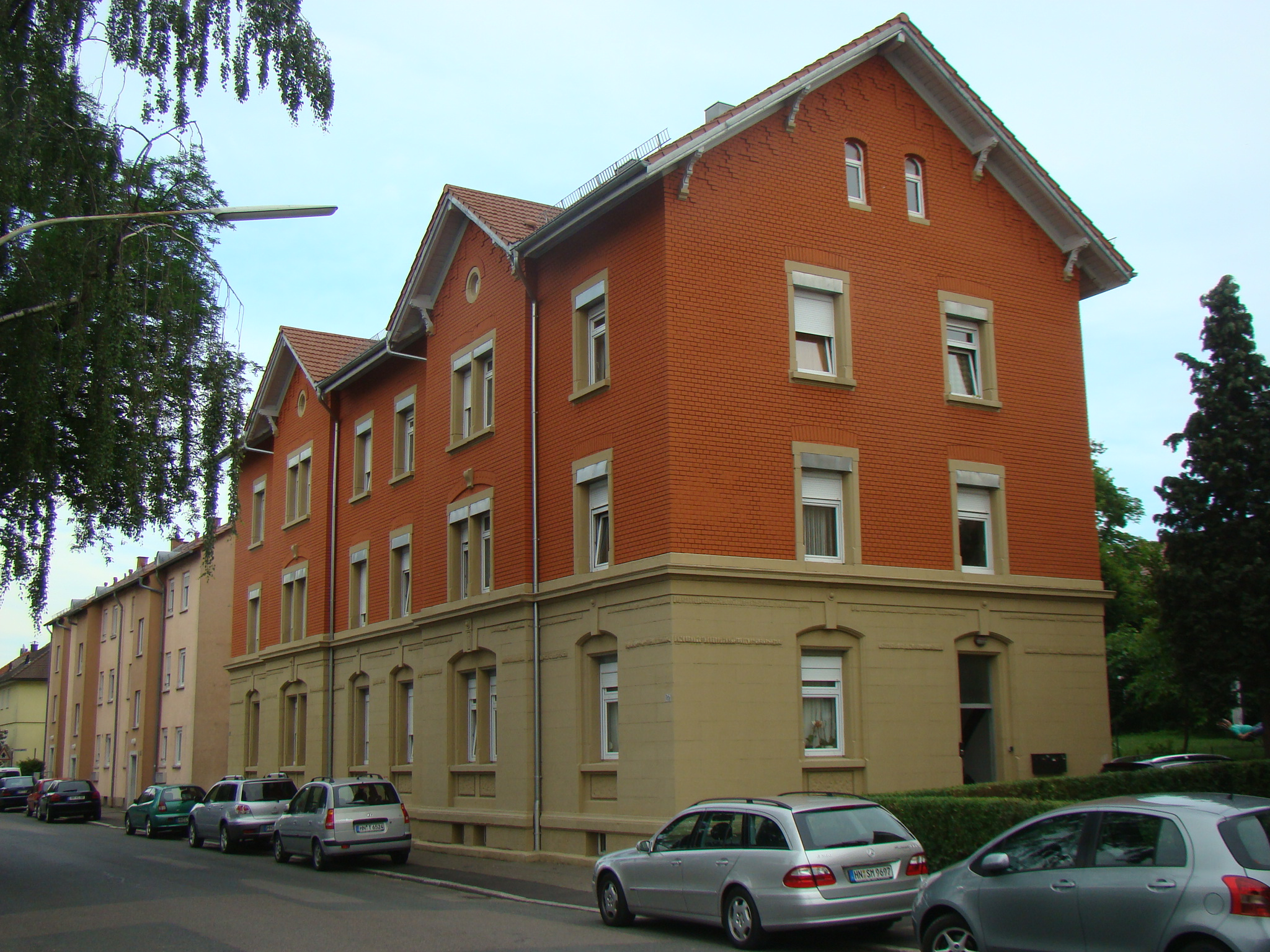
Schmollerstraße 22 und 24 in Heilbronn (Foto von 2015)

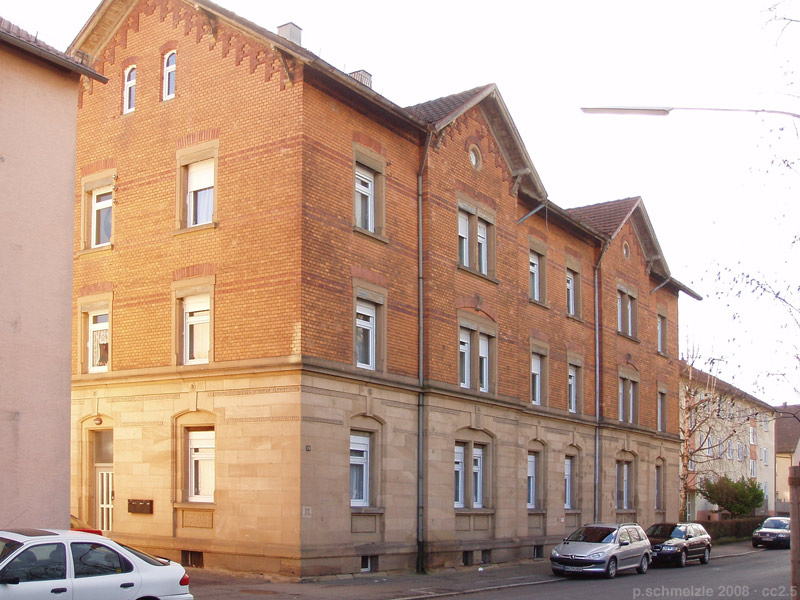
Foto von 2008, Zustand vor Sanierung

Das Haus in der Schmollerstraße 22 und 24 in Heilbronn ist ein denkmalgeschütztes historisches Wohnhaus für Eisenbahn-Bedienstete beim ehemaligen Heilbronner Südbahnhof.

## Geschichte
Das Gebäude wurde im Jahr 1900 von der Kgl. Bausektion Heilbronn als eines der ersten Gebäude in der Schmollerstraße im Zusammenhang mit der Eröffnung des Südbahnhofs erbaut. Das Gebäude gehörte auch nach dem Zweiten Weltkrieg noch der Deutschen Bundesbahn. 1950 wohnten in Nr. 22 der Bahnpolizeiwachtmeister Adolf Schilpp, der Reichsbahn-Sekretär Gottlob Schilpp, der Reichsbahnassistent Karl Sinn, der Eisenbahnarbeiter Emil Theurer, der Zugschaffner Josef Rehwald und der Lokomotiv-Heizer Eugen Schwarz, in Nr. 24 der Rangierobermeister Friedrich Walz, der Rangiermeister Friedrich Merkle, der Telegrafenwerkmeister Eugen Bartholomäi und der Eisenbahnarbeiter Richard Hügelmayer. Auch 1961 lebten in dem Gebäude noch ausschließlich Bahnbedienstete.

## Beschreibung
Das dreigeschossige Gebäude orientiert sich in seiner Bauweise an den in Württemberg üblichen ländlichen Bahnhofsbauten seiner Zeit mit geschnitzten Knaggen und Balkenköpfen sowie vorkragendem Satteldach. Das Erdgeschoss ist in Sandstein ausgeführt, die Obergeschosse in farbig abgesetztem Sichtziegelmauerwerk. Die farbige Binnenstruktur des Ziegelmauerwerks und die Natursteinoberflächen sind heute nicht mehr sichtbar, da das Gebäude in jüngerer Zeit mit einem Anstrich versehen wurde.